# Hylomyscus baeri
Hylomyscus baeri је врста глодара из породице мишева (лат. Muridae).

## Распрострањење
Ареал врсте је ограничен на мањи број држава. Врста има станиште у Обали Слоноваче, Гани и Сијера Леонеу.

## Станиште
Станиште врсте су тропске шуме до 500 метара надморске висине.

## Угроженост
Ова врста се сматра угроженом.